# Mary Church Terrell
Mary Church Terrell, född Mary Eliza Church 23 september 1863 i Memphis, Tennessee, USA, död 24 juli 1954 i Annapolis, Maryland, var en amerikansk medborgarrättskämpe och suffragett.
Terrell var grundande medlem i National Association for the Advancement of Colored People (1909) och Colored Women's League (1892). Hon var en av grundarna och första ordförande för National Association of Colored Women (1896–1900) samt medgrundare av Association of College Women (1923).

## Biografi
Terrells föräldrar Robert Reed Church och Louisa Ayers var före detta slavar. Efter att de fått sin frihet startade de företag, och efter det amerikanska inbördeskriget var de med och skapade den svarta eliten i Memphis. Robert Church anses vara den första afroamerikanska miljonären i den amerikanska södern.
Terell blev 1884 en av de första afroamerikanska kvinnorna som fick en högskoleexamen. Hon var lärare och rektor på en high school i Washington, DC. 
År 1909 var hon en av grundarna av National Association for the Advancement of Colored People. Terrell ledde flera viktiga föreningar, inklusive National Association of Colored Women.
Terrell var en begåvad talare och skribent. Hon skrev och höll tal om kvinnors rösträtt och afroamerikaners rättigheter. Hon var vän med, och arbetade med, Susan B. Anthony och W.E.B. DuBois.
1940 gav Terrell ut självbiografin A Colored Woman in a White World.

### Sista tid
Terrell dog 1954. Hon avled två månader efter att domen Brown mot skolstyrelsen stoppade segregationslagarna i amerikanska skolor.

## Eftermäle
2009 var Terell en av 12 medborgarrättsaktivister som hedrades i en serie frimärken av United States Postal Service.